# Édouard Desrosiers
Pour les articles homonymes, voir Desrosiers.
Édouard Desrosiers (né le 26 août 1934) est un chanteur et ancien homme politique fédéral du Québec.

## Biographie
Né à Montréal, Édouard Desrosiers fait un bref passage dans les Forces canadiennes de 1952 à 1954. Sa première candidature politique a été pour l'Union nationale lors des élections provinciales au Québec de 1981 dans la circonscription de Vimont. Élu député progressiste-conservateur dans la circonscription d'Hochelaga—Maisonneuve lors des élections de 1984, il ne se représenta pas en 1988.
Le comédien québécois Jacques Desrosiers est son frère.